# Cervecería Tecate
Cervecería Tecate S.A. (cuyo nombre completo era Compañía Cervecera de Tecate S.A.) fue una empresa cervecera mexicana que se inauguró en 1944 en el poblado de Tecate Baja California, la cual fue la primera cerveza en lata de México y adquirida en 1954 por "Cervecería Cuauhtémoc" de Monterrey N.L., la cual adquirió los derechos y marca "Tecate", mismos que proyectaron y desarrollaron la marca a nivel nacional, caracterizándose por la innovación en sus empaques.

## Antecedentes
El poblado de Tecate Baja California, fue fundado en 1888, ubicado entre Mexicali y Tijuana, siendo frontera entre México y Estados Unidos, por lo cual contaba con su aduana fronteriza establecida en 1914, y un Ferrocarril Inter-california que unía a San Diego California con Yuma Arizona, siendo parte de la ruta las ciudades de Tijuana y Mexicali así como el Valle de Mexicali el cual tenía una estación en este poblado de Tecate, donde la actividad inicial era la actividad primaria tanto ganadera como agrícola; también cuenta con el acuífero del Río Tecate, con escurrimientos ocasionales, mismo que sólo cuenta con una longitud aproximada en 12 km y, fluye de este a oeste dividiendo la ciudad al norte y sur, permitiendo la perforación de pozos, y el abastecimiento suficiente para la economía local.
Alberto Víctor Aldrete Palacio nacido en 1892 en Ensenada, expresidente municipal en Mexicali (enero-octubre de 1927, salió por problemas económicos) y, que había laborado como empleado aduanal y en la "Compañía Mexicana del Agua Caliente", que era un casino en Tijuana donde Abelardo L. Rodríguez, era accionista. En 1927 fundó junto con Enrique Aldrete, Hebert L. Jaffe, Edward P. Baker, una empresa comercializadora de insumos para cervecerías, con el nombre de "Compañía Mexicana de Malta S. de R.L." misma que inició operaciones en 1928, para el aprovechamiento de productos del Valle de Mexicali, productos por ferrocarril desde Estados Unidos, y por barco a través de Ensenada. En una 2da emisión de acciones en 1928, participó Abelardo L. Rodríguez, y cierto capital de Fábricas Monterrey S.A. y 3 socios más.  
Cuatro eran sus clientes en Baja California, siendo uno de ellos la Aztec Brewering, y Cervecería Mexicali, a quienes les vendía malta y lúpulo creciendo su cartera de clientes hasta que, en 1937, la empresa abastecía el 75% de la malta consumida en México y el 50% de su producción era vendida a cerveceras de California. 
El 13 de enero de 1939 iniciaron trabajos para construir un molino aceitero lo que Aldrete denominó “Compañía de Aceites Vegetales de Tecate S.A” en la que producían pasta de coco, con materias primas de Filipinas, semilla de algodón ajonjolí y linaza del Valle de Mexicali, que una vez procesadas era enviada al resto del país. La ley modificó sus condiciones arancelarias por lo que la empresa tuvo que modificar su función.

## La empresa cervecera
En 1944 adquirió para la cervecería, el edificio construido en 1929 que había sido la fábrica de aceite vegetal y en Estados Unidos compraron maquinaria de segunda mano y establecieron la empresa "Compañía Cervecera de Tecate S.A". En 1947 ya producía 700,000 hectolitros, muchos de ellos eran exportados al continente asiático. La empresa instaló además dentro del complejo industrial las filiales, "Gaseosas Lime Cola, S.A"., y "Embotelladora Tecate, S.A.", y una planta generadora de energía eléctrica para el consumo propio.  La empresa empezó a tener serios problemas financieros, por lo que el "Banco Nacional de México" asumió la deuda y posteriormente el control de la empresa. En 1946 al 47 Alberto Aldrete sumió como gobernador del territorio de Baja California.
La cervecería Mexicali denunció que el Gobernador Aldrete había creado un impuesto a la venta de la cerveza de la cual estaba exenta la cervecería Tecate, propiedad del gobernador, queja que llegó al presidente de la república Miguel Alemán Valdés. El 14 de mayo de 1948, fuera ya Aldrete del gobierno, pudieron llegar a un acuerdo.   
En 1953, la Cervecería Tecate lanza al mercado la presentación de cerveza en lata metálica por primera vez en México por primera vez en México. Después de ahí, pasó a ser una presentación básica en todas las cervecerías.
En 1954, la Cervecería Tecate pasó a formar parte del grupo cervecero del Grupo Cervecero Cuauhtémoc, originario de Monterrey, Nuevo León. En 1957 sale la lata de cerveza abre fácil. Esta cervecería sentó las bases para la producción de cerveza 100% mexicana. La marca Tecate se ha posicionado como la 2da marca más importante en México.

## En la actualidad
La cervecería Tecate es un sitio histórico local, que ofrece para el Pueblo Mágico en sus recorridos guiados en por sus instalaciones donde se pude observar, el museo de la cerveza, y degustar la cerveza y pasear por los jardines que adornan su planta. Ahí podrá ver la forma en la que se producen 20 millones de litros de cerveza mensuales, en 24 tanques de capacidad aproximada de 900,000 litros y donde se llegan a empacar 4,000 botes de cerveza por minuto.
La empresa ha continuado funcionando para la posteridad como parte del grupo, y la marca fue impulsada hasta lograr ser la segunda nivel nacional desde hace muchos años.